# Presbyolampis immigrans
Presbyolampis immigrans là một loài bọ cánh cứng trong họ Đom đóm (Lampyridae). Loài này được Buck miêu tả khoa học năm 1947.